# تراجع (قانون)
في السياقات الحكومية والاقتصادية، يشير التراجع مجازًا إلى القيام بإلغاء الأثر المترتب على أي قانون أو مرسوم أو إنهائه أو تقليله.

## التشريع التجاري
تم استخدام هذا المصطلح لأول مرة بواسطة فريق التفاوض على اتفاقية الاستثمار متعددة الأطراف (MAI) في التسعينيات من القرن العشرين في سياق السعي لتعزيز التقدم القانوني نحو «التجارة الحرة». ولقد تقرر أن يصبح التراجع عن تدابير حماية التجارة إلزاميًا بموجب هذه الاتفاقية. 
التراجع هو عملية تحرير الاقتصاد التي يتم من خلالها الحد من التدابير غير المطابقة لاتفاقية الاستثمار متعددة الأطراف والقضاء النهائي عليها. ويعد التراجع عنصرًا فعالاً مرتبطًا بالركود؛ حيث يوفر نقطة بداية جديدة. ومن خلال الربط بين التراجع والركود، ينتج «تأثير ترس السقاطة»، حيث يتم «تثبيت» أية إجراءات جديدة تهدف إلى تحرير الاقتصاد، فلا يمكن إلغاؤها أو إبطالها بمرور الوقت.